# Sacriport
Sacriport, en latin Sacriportus, est un lieu du Latium antique, chez les Volsques, situé près de Signia, dans l'actuelle province de Rome.
Il est célèbre par la bataille qui s'y déroule au cours de la seconde guerre civile entre Marius et Sylla, remportée par ce dernier sur Marius le Jeune en -82,, que Lucain évoque comme un terrible massacre « Quot apud sacri ceciderer cadavera portum ».